# Vita su Marte

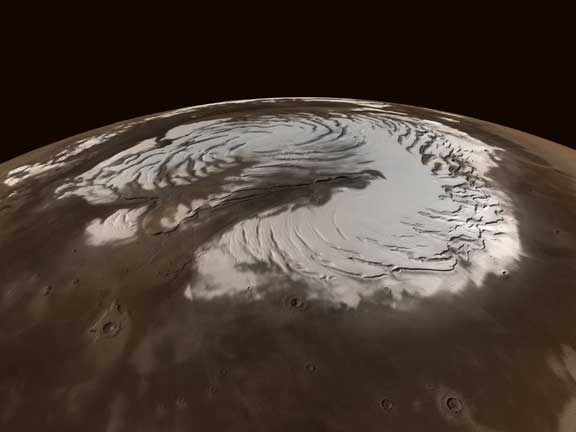
Il polo nord di Marte

L'invenzione del telescopio e il suo uso hanno dato la possibilità a molti astronomi di osservare la superficie di Marte. La scoperta delle due calotte polari con il loro periodico avanzamento e ritiro ha fatto sorgere l'ipotesi, oggi confermata, che il pianeta fosse soggetto ai cicli stagionali. Altri aspetti di somiglianza alla Terra, come la lunghezza del giorno, la quasi simile inclinazione dell'asse di rotazione, la durata dell'anno siderale (pressappoco doppia rispetto a quella terrestre) hanno alimentato la tesi dell'esistenza di forme di vita su Marte.
Il 12 marzo 2013 la NASA ha confermato che ci sono alte possibilità che un tempo sul pianeta ci fossero le condizioni per lo sviluppo di microrganismi nonostante non si abbia ancora la certezza assoluta. 
Questa conferma, arrivata dalla recente analisi di un campione di roccia raccolto dal rover Curiosity, ha permesso ai ricercatori della NASA di arrivare appunto alla conclusione che in tempi remoti Marte avesse probabilmente ospitato qualche forma di vita, sotto forma di microorganismi.

## Prime ipotesi e i "canali"
Nel 1854 William Whewell teorizzò che Marte possedesse mari, terre e che potesse ospitare la vita; e, durante la grande opposizione di Marte del 1877, Giovanni Schiaparelli, un astronomo italiano, osservò sul pianeta formazioni scure, rettilinee. Queste linee intersecantisi, della lunghezza di migliaia di chilometri e larghezza 100–200 km, furono chiamate canali. L'osservazione diede l'avvio ad ipotesi, racconti e speculazioni sulla presenza di vita sul pianeta: si pensava infatti che delle forme di vita intelligenti incanalassero la poca acqua rimasta per la ridistribuzione planetaria.
William Wallace Campbell, astronomo statunitense, attraverso l'analisi spettroscopica scoprì che l'atmosfera di Marte era priva di acqua ed ossigeno e mise termine a qualsiasi discussione scientifica sull'argomento; i canali, frutto solamente di illusione ottica, rimasero esclusivamente come elementi delle storie di fantascienza.

## L'apporto delle sonde spaziali
Nel 1965 la sonda spaziale Mariner 4 inviò dalla sua orbita fotografie di Marte che mostravano un suolo arido, senza fiumi né mari. La superficie, ricca di crateri, indicava la probabile mancanza di una tettonica delle placche; secondo i rilevamenti il pianeta era privo di un campo magnetico, il che significava che veniva continuamente bombardato da radiazioni ultraviolette. Fu inoltre misurata una pressione atmosferica di 4-7 millibar, sicché l'acqua non poteva esistere allo stato liquido. Il quadro che veniva a delinearsi tendeva dunque ad escludere ogni possibilità di vita.
Particolari batteri esistenti sulla Terra avrebbero potuto vivere nel suolo e nell'atmosfera marziana anche in quelle condizioni, ma mancavano gli esperimenti idonei a rilevarli.
La successiva missione, quella Viking, aveva il compito di rilevare la presenza di eventuali microrganismi nel terreno marziano. La ricerca fu molto influenzata e limitata dai resoconti fatti dal Mariner 4, ma uno degli esperimenti riportò alcuni risultati interessanti.

## Programma Viking

### Biology Flight Team
Nel 1976 il Programma Viking portò due lander sulla superficie marziana a circa 6000 chilometri di distanza, per condurre alcuni rilevamenti, test ed esperimenti: uno condotto dalla NASA e tre da una squadra di biologi: il Labeled Release Life Detection Test, il Pyrolitic Release Test, e il Gas Exchange Experiment.
I tre esperimenti di biologia condotti dal Biology Flight Team (un centinaio di esperti) della dottoressa Patricia Ann Straat (poi autrice del libro "To Mars With Love" nel quale racconta tutta la vicenda), rivelarono reazioni chimiche inattese sulla superficie marziana, ma non diedero una chiara dimostrazione inconfutabile oltre ogni dubbio dell'esistenza di microorganismi nel terreno circostante al lander. Il test sulla vita diede risultato positivo mentre l'esperimento sulla presenza di composti organici alla base della vita diede un risultato negativo. In questa situazione all'epoca sembrava ovvio che il risultato fosse errato ed inconclusivo in quanto o il primo o il secondo test (o entrambi) potevano essere errati , fornendo risultati contrastanti, e così fu archiviato come esperimento non conclusivo, ambiguo ed equivoco. Solo dopo più di 30 anni furono scoperti i composti organici eventualmente anche possibili alla base della vita, e quindi attualmente sono attivamente ridiscusse tutte le conclusioni su cui era concorde la gran parte degli esperti NASA negli anni '70.

### Life Test
Il principale degli esperimenti, il Labeled Release Life Detection Test, detto "life test", ideato da Gilbert Levin sul metabolismo eterotrofo tipico del metabolismo animale, si basa sul fatto che sulla Terra quasi tutti gli organismi, come piante funghi animali e batteri, per estrarre energia utilizzano cicli metabolici tipo fermentazione e/o ciclo di Krebs, che producono come scarto composti basati sul carbonio, frequentemente biossido di carbonio.
L'esperimento esponeva 0.15 ml di un mix di vari tipi di nutrienti, tipo glicina, alanina e altri aminoacidi otticamente attivi includendoli in forma destrogira e levogira, acido glicolico e lattato carboidrato in entrambe le forme levogira e destrogira, in modo che tutti i tipi di isomeri più comuni sulla Terra fossero inclusi, rilasciandoli su un campione di suolo marziano di 0.5 cc, preparati in modo che fossero marcati radioattivamente contenendo carbonio 14 radioattivo; il principio sperimentale prevedeva che se i nutrienti fossero stati processati da una forma di vita, ad esempio microbica, si sarebbe prodotto un gas a base carbonica, come monossido o biossido di carbonio o metano, e quindi si sarebbe potuto rilevare col gascromatografo come isotopo 14 radioattivo; come controprova si sarebbe sterilizzato un altro campione di suolo alla temperatura di 160 C ripetendo il test, temperatura scelta poiché potesse essere abbastanza alta per estinguere ogni eventuale traccia di metabolismo animale conosciuto sulla Terra ma non alta abbastanza ad alterare l'azione ossidante della chimica del suolo marziano.
Un simile test era e viene usato tuttora per verificare la presenza di batteri nell'acqua potabile, in questa versione migliorata del Viking, venne aggiunto il carbonio 14 radioattivo per essere certi che il gas provenga solo dai nutrienti, fu aggiunta l'immissione di elio nella camera del campione in quanto gas inerte e stabile che eventualmente avrebbe neutralizzato fenomeni chimici non biologici dell'atmosfera, e fu aggiunto il test di controllo per essere certi che non fosse possibile un falso positivo dovuto alla chimica marziana.
L'esperimento fu testato parecchie volte con un controllo positivo in una zona desertica della California, dove venne rilevata la presenza di batteri anche se molto esigui, confermando la sensività molto accurata e venne registrata la curva di emissione di gas radioattivo; poi fu testato con un controllo negativo utilizzando lo stesso terreno che però era stato accuratamente sterilizzato, e fu confermato che l'esperimento non rilevava alcuna traccia di metabolismo.
Nel dettaglio spiegato dalla NASA, se quindi fosse stato rilevato gas radioattivo nell'esperimento su Marte, ci potrebbe essere vita microbica su Marte.

### I rilevamenti
Su entrambi i lander il test fu positivo, venne rilevato gas radioattivo per 7 giorni e fu ripetuto inizialmente per 3 cicli su entrambi i lander con lo stesso risultato; il test di controllo a 160 C venne effettuato solo su uno dei due lander (Viking 1) e col suolo sterilizzato ad alta temperatura come conferma non si verificò emissione di gas radioattivo per entrambe le 2 ripetizioni della prova.
Apparentemente quindi i test biologici attestavano la presenza di microorganismi nel suolo che metabolizzando attivamente i nutrienti radioattivi , emettevano gas radioattivo, con una curva di emissione uguale a quella dei microorganismi terrestri,  mentre col suolo sterilizzato i nutrienti non venivano metabolizzati e come conferma non c'era emissione di gas radioattivo.
Venne conservato per 2 mesi (durante un periodo stagionale freddo) un campione positivo alla emissione di gas in un vano dell'apparato sperimentale "LR cell" (Labeled Release Cell), al buio, e il test fu ripetuto dopo i 2 mesi senza emissione di gas, che fu interpretato come conferma per morte degli eventuali microrganismi, forse per la deprivazione per mesi dalla luce solare e/o per il freddo, e sicuramente una riconferma dell'assenza di reazioni chimiche superossidanti del suolo che altrimenti sarebbero dovute permanere anche stando al buio.
Per fugare i dubbi circa l'azione diretta ultravioletta sul suolo marziano, venne fatto spostare dal braccio robotico del Viking un sasso marziano prima dell'alba e caricato un campione di suolo marziano sotto di esso, che secondo gli esperti probabilmente non era esposto al sole diretto da milioni se non miliardi di anni, ed il Life test fu ancora positivo, con una quantità di emissione radioattiva lievemente minore ma con la stessa curva dei precedenti test, e ugualmente agli altri precedenti l'esperimento di controllo con la sterilizzazione non presentò emissione di gas.
Sul Viking 2 l'esperimento di controllo fu eseguito su suolo soltanto riscaldato tra 46 C e 51 C, e l'emissione di gas fu confermata del 70% inferiore,  come era stato predetto, poiché era stato interpretato come una diminuzione parziale del metabolismo, come accade sui microrganismi Terrestri che muoiono a temperature diverse, anche questi eventuali microorganismi marziani erano presumibilmente ancora presenti ma in quantità inferiore poiché il suolo non era stato completamente sterilizzato, ma solo parzialmente.

### La discussione
Il Biology Team fu entusiasta, tutti i test e le relative controprove di verifica di entrambi i lander confermavano la consistenza dell'ipotesi di presenza di vita e la prova dell'assenza di reazioni ossidanti chimiche del suolo o ultraviolette in grado di falsare i test; le curve di emissione rilevate inoltre erano quasi identiche a quelle che si registrano sulla Terra in presenza di reazioni biotiche; 
nel frattempo però alla NASA arrivò il risultato di un altro esperimento per il rilevamento dei composti organici nel procedimento che utilizzava il GCMS (gas chromatograph mass spectrometer); il test non riportò l'esistenza di alcuna sostanza organica su Marte e quindi l'assenza assoluta di basi per la vita su Marte, mentre dal 2015 invece sono poi state rilevate in abbondanza con altri metodi più evoluti.
L'assenza di sostanze organiche appariva in totale contraddizione con i risultati positivi alla vita e metteva una pietra tombale sulla "questione vita": secondo gli esperti NASA, niente composti organici equivale a niente vita su Marte. Dopo molte discussioni i ricercatori NASA spiegarono le positività del label release test rigettando i risultati del Biology Flight Team, e avanzarono articolate spiegazioni alternative nelle quali potevano esistere processi chimici in grado di generare gas clorocarbonico dai nutrienti a contatto coi perclorati del suolo marziano o attivati dagli ultravioletti, e che quindi avrebbero potuto invalidare i risultati del life test, anche se ciò non poteva spiegare l'assenza di gas con suolo sterilizzato e la parziale emissione di gas con suolo parzialmente sterilizzato, e non spiegava il risultato in assenza di ultravioletti; il team di biologi contestò queste giustificazioni della NASA, poiché oltre alle lacune nelle argomentazioni, che per tre anni alla NASA non riuscirono a colmare con alcuna simulazione in laboratorio o teorica, fecero anche notare che la curva di emissione era molto regolare, progressiva e costante, rivelando possibilmente una "respirazione biologica" come si evidenzia allo stesso modo sulla Terra, evidenza incompatibile con la curva del caos randomizzato e sistematico di una reazione chimica non biologica che si esprime attraverso una risposta omogenea e caotica, e che non era stata osservata nell'esperimento.
Per poter chiarire infine venne deciso che sarebbero stati necessari altri esperimenti in forma diversa, ad esempio separando i 7 tipi di nutrienti per ottenere evidenze ed avere una risposta definitiva, se ad esempio l'emissione avvenisse solo per uno o più di un nutriente.
Inaspettatamente per il team di biologi, a causa di cambi strategici e politici interni alla NASA, si prese una strada completamente opposta: non vennero mai più presi in considerazione i life test in tutte le successive missioni in quanto giudicati inaffidabili, e persino deleteri alle successive missioni: se si fossero ripetuti costosi esperimenti (il life test era costato più di ogni altro esperimento precedente) con risultati equivoci, e quindi con una spesa inutile, un inutile spreco di risorse tecnologiche ed umane, le missioni future sarebbero state intaccate da tali esperimenti.
In quanto la "questione vita" si presentava quindi troppo complessa ed inestricabile, venne preferito approfondire le conoscenze chimico-fisiche geologiche ed atmosferiche di Marte, e ricercare la presenza d'acqua, obiettivo molto più semplice da verificare sperimentalmente Senza sprechi di risorse.

### Conclusioni
La questione resta ancora molto dubbia, soprattutto perché oggigiorno è noto che i dati del GCMS che negavano la presenza di composti organici erano errati; le opinioni degli esperti non sono univoche, e nessuno ad oggi è riuscito a riprodurre una reazione chimica o una teoria che possa produrre risultati simili a quelli ottenuti, senza la presenza di metabolismo biologico, ma la maggioranza degli esperti alla NASA, non potendo escludere per principio scientificamente che possa esistere un ignoto fenomeno chimico in grado di simulare il metabolismo, ritiene prudentemente che attualmente non sia presente vita su Marte, sino a prova evidente inequivocabile.

### Nuovi dati
L'assenza di sostanze organiche appariva in totale contraddizione con i risultati positivi alla vita ma nel 2015 il rover Curiosity confermò definitivamente la presenza di composti organici tra cui lipidi a lunga catena, metano e vari carboidrati, invalidando definitivamente il risultato del GCMS del Viking che usava una procedura di rilevamento (riscaldamento del materiale ad oltre 300 C) che combinata alla chimica marziana all'epoca sconosciuta (perclorati ClO4-) è capace di consumare letteralmente ogni traccia organica invece di rilevarla. 
L'esperimento che negava la presenza di composti organici, e per questo l'unico motivo che metteva in contraddizione e in dubbio la positività del Life Test, è stato falsificato con le attuali conoscenze, riaprendo la questione. 
Ad oggi constatata la presenza comprovata di acqua, metano ossigeno e molecole organiche, i risultati dei Viking 1 e 2 sono consistenti e compatibili con la presenza di vita.

## Il caso del Meteorite ALH 84001

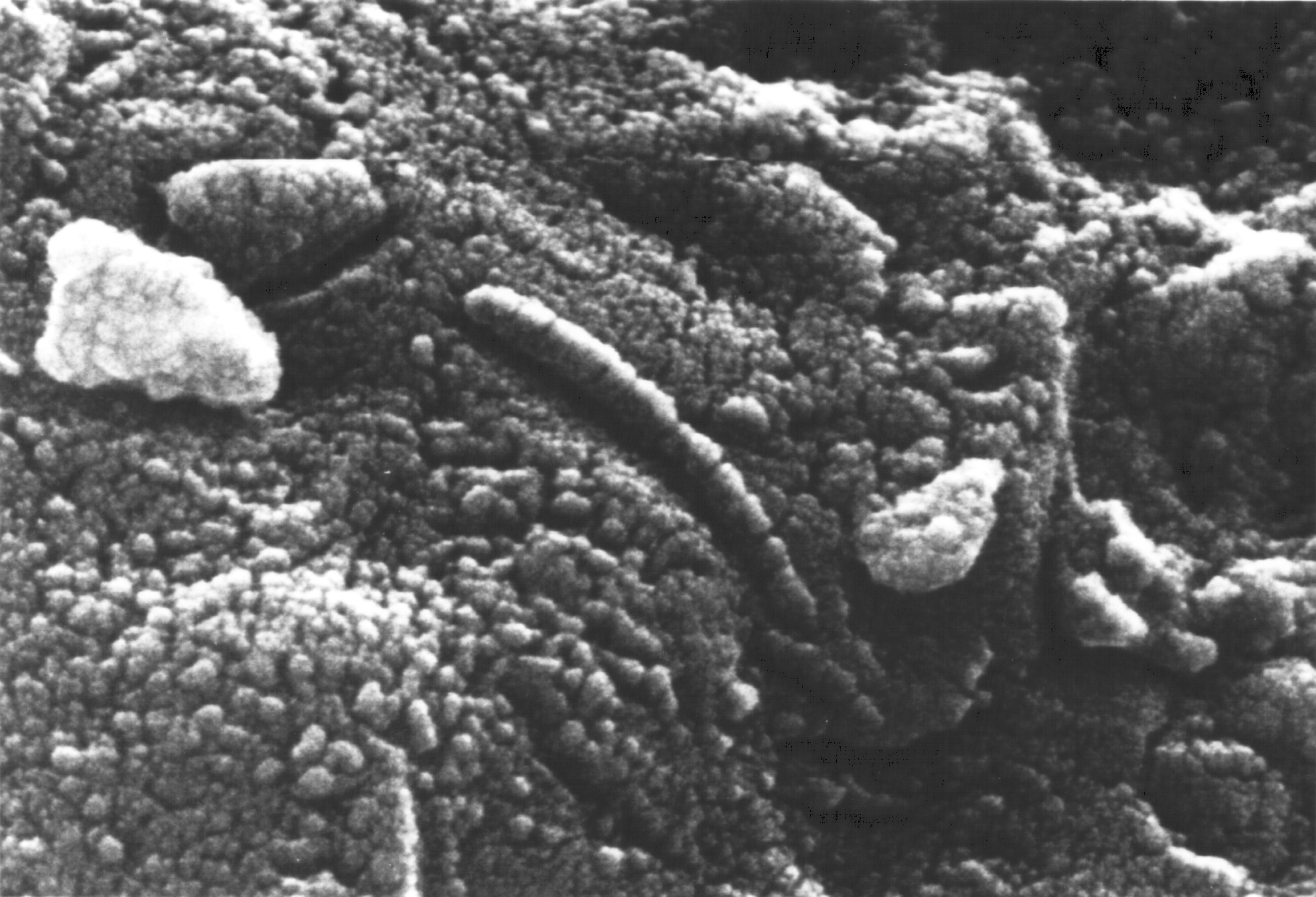
Ipotetiche forme di vita nel meteorite ALH 84001

Negli anni novanta destò notevole interesse mediatico il caso del meteorite ALH 84001, una roccia rinvenuta in Antartide ma proveniente da Marte, al cui interno sono contenute microscopiche strutture, che inizialmente si era ipotizzato che potessero essere microbi fossilizzati; tuttavia successivi studi hanno dimostrato che queste tracce erano dovute solamente a processi chimici.

## Acqua su Marte
Generalmente si ritiene che acqua (allo stato liquido) sia sinonimo di vita; perciò l'esplorazione di Marte con la missione Mars Exploration Rover non è stata finalizzata direttamente alla ricerca di forme vitali, ma alla scoperta del prezioso liquido; e questo è stato trovato, o perlomeno sono stati trovati alcuni indizi che depongono a favore della sua esistenza.
È stata riconosciuta la presenza di ematite, un minerale che sulla Terra si forma in presenza di acqua; si sono osservate strutture sedimentarie, che solo l'azione di un liquido può aver formato; il rover Opportunity ha ottenuto riscontri del fatto che in un antico passato l'acqua esistesse allo stato fluido sulla superficie di Marte.

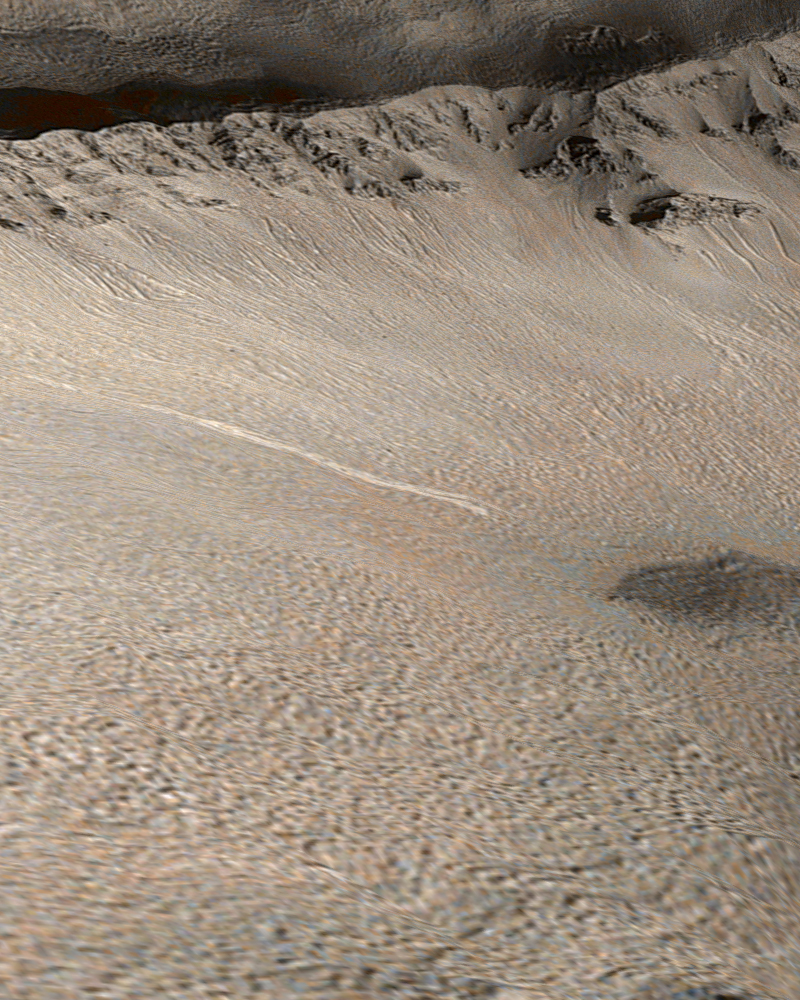
I solchi (gully), che si originano dal bordo rialzato del cratere, sono attribuiti al ruscellamento di liquidi (probabilmente acqua) sulla superficie di Marte

 La presenza di acqua allo stato liquido in superficie è possibile su Marte in quanto per l'equazione di Clapeyron (con la quale si calcola il rapporto di sublimazione di una sostanza tra pressione e temperatura) alla pressione atmosferica marziana media nominale, l'acqua è liquida all'incirca appena sotto i 233 kelvin, quindi approssimativamente -40 celsius centigradi, dipendentemente dall'esatta pressione locale, per un piccolo intervallo fisico di temperatura/pressione , al di sotto del quale in effetti ghiaccia ed al di sopra del quale evapora, e questo intervallo di temperatura/pressione è comunemente rilevabile in vastissime zone se non ovunque in tutte le latitudini marziane, almeno temporaneamente. Nel dicembre del 2006 il Mars Global Surveyor ha fornito le prove fotografiche che a tutt'oggi l'acqua fuoriesce da fenditure, lasciando tracce erosionali sul terreno in quanto, con immagini acquisite prima e dopo un certo intervallo di tempo, le tracce di erosione liquida erano assenti e susseguentemente presenti. Altre fotografie hanno mostrato letti di antichi fiumi, con isole che sorgevano al loro interno, prove inconfutabili che un tempo dei liquidi scorrevano, producendo le caratteristiche formazioni che ora noi vediamo. Ma, col diminuire della forza del campo magnetico, il vento solare ha spazzato via la primitiva atmosfera, facendo diminuire drasticamente la pressione e quindi favorendo l'eliminazione quasi completa dell'acqua dalla superficie per evaporazione nello spazio.
Le osservazioni della sonda Curiosity che ha raggiunto il pianeta rosso nell'agosto del 2012 hanno fornito una prova certa della passata esistenza di corsi d'acqua sulla superficie di Marte, riprendendo immagini di affioramenti rocciosi interpretabili come sedimenti fluviali, caratterizzati da materiali ghiaiosi con granuli e ciottoli ben arrotondati e livelli sabbiosi con laminazioni oblique da ripple mark e dune subacquee, elementi e strutture che hanno potuto formarsi solamente per i processi sedimentari legati all'azione di correnti acquee, in ambienti di tipo alluvionale (conoide di deiezione e pianura alluvionale).

## Altri elementi potenzialmente favorevoli allo sviluppo della vita
Nel marzo del 2004 la sonda Mars Express ha rilevato la presenza di metano nell'atmosfera di Marte e, siccome questo gas può persistere solo per poche centinaia di anni, essa viene spiegata solamente attraverso un processo vulcanico o geologico non identificato, o con la presenza di certe forme di vita estremofile; altri hanno spiegato che il minerale chiamato olivina, in presenza di acqua, potrebbe essere stato convertito in serpentino e questo fenomeno potrebbe essere accaduto in qualche luogo nel sottosuolo di Marte ed aver liberato abbastanza metano da poter essere rilevato dalle sonde. Ancora, il Mars Express nel febbraio 2005 ha segnalato la presenza di formaldeide, altro indizio di presenza di vita microbica.
Nel giugno del 2008 la missione Phoenix ha testimoniato la presenza di acqua allo stato solido sul pianeta rosso. Phoenix ha lavorato su terreni vecchi di 50.000 e forse un milione di anni, sperando di trovare prove che un tempo il clima di Marte fosse stato più caldo.
Nel 2013 un gruppo di scienziati guidati dal professore di Oxford Bernard Wood hanno dichiarato che, 4 miliardi di anni fa, Marte era provvisto di un'atmosfera ricca d'ossigeno. Il gruppo, dopo aver messo a confronto meteoriti provenienti da Marte e rocce esaminate dai rover, hanno rilevato evidenti segni di ossigenazione, tuttavia non è certo se sia frutto di un processo biologico o di una reazione chimica.
Bisogna considerare anche che la vicinanza tra la Terra e Marte potrebbe aver contribuito a diffondere la vita da un pianeta all'altro. Infatti molte creature terrestri (batteri ed organismi unicellulari come la Haloarchaea, spore e i tardigradi o orsetti d'acqua) potrebbero sopravvivere nello spazio per lunghi periodi di tempo e raggiungere, spinti dal vento solare, Marte. Tutto sommato sono molti gli organismi che vivono una parte del loro ciclo vitale negli strati alti dell'atmosfera: si tratta per lo più di organismi unicellulari, spore di muschi, funghi e licheni, alcuni ragni microscopici ed altri organismi nani, la maggior parte dei quali è adatta ad ambienti estremi solo per una, più o meno breve, fase del ciclo vitale e deve poi ritornare negli strati bassi dell'atmosfera per riprodursi o crescere; ve ne sono comunque alcuni in grado di vivere la loro intera esistenza negli strati alti dell'atmosfera.
La maggior parte di loro morirebbe abbastanza "rapidamente" (i tardigradi resistono per circa un decennio, le spore forse per qualcosa di più) in mancanza di acqua liquida, oppure non potrebbero risvegliarsi dal torpore e sopravvivere con il livello di radiazioni marziane. In milioni e milioni di anni una colonizzazione sarebbe però possibile; una volta sopravvissuti, gli organismi potrebbero rapidamente adattarsi alle condizioni del pianeta e sfruttare gli habitat disponibili (per esempio quelli sotterranei: nessun microbo terrestre potrebbe vivere in superficie su Marte, ma basta un millimetro di terreno sabbioso per proteggerli dalle radiazioni). D'altro canto anche qualche chilometro sotto la superficie della Terra è stata di recente scoperta una ricca biosfera di microrganismi capace di adattarsi a condizioni estreme che potrebbero trovare un analogo sotto la superficie di Marte.
Un'ulteriore possibilità (come pubblicato nella ricerca di Adam Johnson et al. su Icarus, 2010) è la contaminazione di Marte da parte di organismi terrestri, importati dalle sonde che hanno raggiunto il pianeta negli ultimi decenni e che potrebbero essere state imperfettamente sterilizzate, oppure non essere state sterilizzate affatto.
Le dure condizioni di vita nello spazio e sulla superficie di Marte sterilizzerebbero autonomamente le sonde dalla maggior parte dei microrganismi, ma non da tutti, in particolar modo da alcuni estremofili come l'Haloarchaea; questo però difficilmente porterebbe alla diffusione di questi organismi su Marte: per esempio l'Haloarchaea vive nelle saline e, pur sopravvivendo egregiamente sia al viaggio che alla permanenza, non avrebbe possibilità di nutrirsi e non potrebbe riprodursi in assenza di acqua liquida e salata. Di contro il microorganismo "Archaeoglobus fulgidus" sarebbe in grado di sopravvivere su Marte, basando il metabolismo sulla riduzione dei perclorati, come alcuni altri estremofili del gruppo Archaea.
Infine, nel 2016, alcuni ricercatori del Consiglio Nazionale delle Ricerche, analizzando una serie di immagini fotografiche scattate dal rover della NASA Opportunity, avanzarono l'ipotesi che sulla superficie di Meridiani Planum fossero presenti depositi sedimentari stratificati simili alle stromatoliti terrestri.
Nel 2018 la NASA comunica che su Marte sarebbero presenti molecole organiche e che il metano nell'atmosfera varierebbe ciclicamente, condizioni che potrebbero avere ospitato in passato la vita e che potrebbe ospitarla tuttora. La probabilità che in passato Marte avrebbe potuto ospitare la vita è stata corroborata da ulteriori ricerche.

## Metano
È stata rilevata dal 2003, 2018 e poi confermata nel 2019, un'importante componente di metano nella sottile atmosfera di Marte, e dato che l'emivita di questo gas in atmosfera marziana è di circa tra gli 8 ed i 400 anni a seconda delle ipotesi, significa inequivocabilmente che il metano viene continuamente rilasciato nell'atmosfera. I processi di rilascio di questo gas sulla terra sono dovuti all'attività microbica e all'attività geovulcanica, ma su Marte non ci sarebbe attualmente attività geologica o vulcanica, e non ci sarebbe vita microbica dimostrata, quindi l'argomento resta aperto ad una o ad entrambe le possibilità.
È stata ipotizzata da alcuni scienziati, come John McGowan, professore dell'Università dell'Illinois e collaboratore di NASA ed Apple,  la possibilità dell'esistenza di giacimenti di metano, biotico fossile o abiotico geologico, intrappolati in vasti depositi sotto la crosta marziana; il gas con qualche processo stagionale al momento ignoto, viene rilasciato in atmosfera nell'estate marziana, ipotesi che apre alla possibilità dello sfruttamento del gas naturale e alla possibilità che in un remoto passato Marte sia stato diffusamente abitato da forme di vita sedimentate in gas fossile.
Normalmente il metano su Marte viene distrutto dagli ultravioletti in alta atmosfera ed ossidato in bassa atmosfera, ma viene rilasciato costantemente su tutto il pianeta con alcune zone particolarmente attive. La quantità di metano nell'atmosfera di Marte fluttua stagionalmente con differenze tra il 20% e il 30%, con il massimo in estate, e negli anni è stata registrata da 10 a 21 parti per miliardo; nel 2019 si è registrato un picco degli ultimi 15 anni. Sulla Terra si ritrovano approssimativamente 2000 parti per miliardo, se si considera che l'atmosfera marziana è nell'ordine dei millesimi di quella terrestre, il dato è comparabile. È stato estrapolato dall'ExoMars Trace Gas Orbiter che il metano resta su Marte in uno strato adiacente alla superficie che misura millesimi di millimetro durante la notte accumulandosi, per poi mescolarsi a tutta l'atmosfera all'alba con il riscaldamento convettivo, e quindi ridepositarsi al suolo al tramonto; per questo effetto la concentrazione di metano si alza nella notte e diminuisce di giorno.

## Ossigeno
Nella missione Curiosity Rover tra il 2012 e il 2017, per circa 6 anni (3 anni marziani) è stato rilevato nel cratere "Gale" ossigeno in quantità superiore a quella attesa, cioè 0,174%, con un ciclo di fluttuazione stagionale con un picco nell'estate marziana dell'emisfero nord, nel quale è situato il cratere;  il valore di fluttuazione e concentrazione di ossigeno non corrisponde ad alcuna predizione e fenomeno conosciuto, ed era talmente rilevante che la NASA pensando ad un errore di misurazione ha ricontrollato e testato 3 volte gli strumenti SAM a bordo del Mars Curiosity Rover prima di effettuare nuovamente le misurazioni, ma allo stato attuale non esiste una spiegazione chimica o geologica che spieghi queste osservazioni dei livelli così alti di ossigeno in estate.
Gli esperti della NASA del Goddard Space Center della scienziata planetaria astrobiologa Melissa Trainer, hanno notato che per avere valori così bassi nei minimi,  bisognerebbe sottrarre tutto l'ossigeno, e occorrerebbero almeno 10 anni di mutazioni geologiche chimiche e climatiche, e per avere valori così alti nei massimi, se tutto l'ossigeno dovesse provenire dall'acqua sotto azione degli ultravioletti (che era la prima spiegazione proposta) dovrebbe essere volatilizzata in vapore acqueo e irradiata dagli ultravioletti nel giro di una stagione marziana (circa 6 mesi) una massa d'acqua 5 volte maggiore a quella esistente, misurata precisamente come vapore acqueo in atmosfera ed ampiamente insufficiente per generare l'ossigeno che esiste in estate. Dunque la NASA non riuscendo a spiegare valori di ossigeno superiori del 30% a qualunque fenomeno plausibile, e non riuscendo a capire quale reazione possa produrre e rilasciare in atmosfera l'ossigeno in estate, nel 2019 ha chiesto aiuto al pubblico, a qualunque studioso del mondo con conoscenze in chimica, per ipotizzare cosa possa causare questo fenomeno, poiché le altre spiegazioni sono che ci siano giacimenti di ossigeno sotto la crosta marziana, che appare irrealistico e senza motivazione, oppure una causa biologica come sulla Terra, che però allo stato attuale non è dimostrata.
L'atmosfera di Marte presenta livelli di fluttuazione stagionali sia per il metano che per l'ossigeno, entrambi con picchi in estate, ed è stato proposto che durante i periodi freddi il biossido di carbonio che costituisce circa il 95% dell'aria marziana, precipitando in forma di ghiaccio secco, e diminuendo la pressione atmosferica, inneschi un processo chimico che regoli questi due gas, ma questo processo resta ignoto; d'altra parte invece sulla terra questi sono i due gas sottoprodotti dell'attività biologica, che non è stata rilevata su Marte.